# Route nationale 14 (Argentine)
Pour les articles homonymes, voir Route nationale 14.
La route nationale 14 (anciennement espagnol : Ruta Nacional 14 Geneneral José Gervasio Artigas) est une route nationale argentine. Elle commence dans la localité de Ceibas, dans la province d'Entre Ríos, à son embranchement sur la  route nationale 12, et borde longuement le río Uruguay. Elle se termine dans la ville de Bernardo de Irigoyen, dans la province de Misiones. C'est une des routes les plus fréquentées du pays, étant donné qu'elle est le point d'entrée de presque tout le trafic routier commercial entre le Brésil d'une part et l'Argentine et le Chili d'autre part.

## Histoire
En 2006, une autoroute est en cours de construction afin d'unir les villes de Gualeguaychú et de Paso de los Libres. La quasi-totalité de l'itinéraire est entièrement pavée, à l'exception du tronçon Gramado (près de San Pedro) et Dos Hermanas, qui devrait être pavé en février 2011,. Sa longueur est de 1 127 km.
Dans les années 2010, à la suite de l'impressionnante hausse du trafic par camions et vue son étroitesse, la RN 14 a conquis le titre de Ruta de la Muerte (français : Route de la mort). Un grand nombre d'accidents s'y produisent.
La route passe non loin du parc national El Palmar, bien connu pour ses palmiers butia yatay, dont l'entrée se trouve à 6 km au sud d'Ubajay, dans la province d'Entre Ríos. Elle passe aussi par le parc provincial Cruce Caballero au nord-est de la ville de San Pedro, en province de Misiones.

## Villes traversées

Tracé de la route.

### Province d'Entre Ríos
Parcours : 343 km (km 0 à 343)
- Département d'Islas del Ibicuy : pas de localités de plus de 5 000 hab.
- Département de Gualeguaychú : accès à Gualeguaychú (km 59)
- Département d'Uruguay : accès à Concepción del Uruguay (km 125)
- Département de Colón : accès à Colón (route nationale 135 (es)) (km 151), San José (km 156) et Villa Elisa (route nationale 130 (es)) (km 163)
- Département de Concordia : accès à Concordia (km 253), Colonia Ayuí et Los Charrúas
- Département de Federación : accès à Federación (km 296) et Chajarí (km 329)

### Province de Corrientes
Parcours : 441 km (km 343 à 784)
- Département de Monte Caseros : Mocoretá (km 345) et accès à Monte Caseros par la route provinciale 129 (km 384)
- Département de Curuzú Cuatiá : pas de localités de plus de 5 000 hab.
- Département de Paso de los Libres : accès à Paso de los Libres par la route nationale 117 (es) (km 496)
- Département de San Martín : La Cruz (km 592). Au km 551, embranchement de la route nationale 122 (es), voie d'accès à Yapeyú
- Département de General Alvear : Alvear (km 602)
- Département de Santo Tomé : Santo Tomé (km 683) et Gobernador Virasoro (km 744)
- Département d'Ituzaingó : pas de localités de plus de 5 000 hab.

### Province de Misiones
Parcours : 343 km (km 784 à 1 127)
- Département d'Apóstoles : pas de localités de plus de 5 000 hab.
- Département Capital : pas de localités de plus de 5 000 hab.
- Département de Leandro N. Alem : Leandro N. Alem (km 848)
- Département d'Oberá : Oberá (km 873) et Campo Viera (km 894)
- Département de Cainguás : Campo Grande (km 914) et Aristóbulo del Valle (km 930)
- Département de Guaraní : San Vicente (km 975)
- Département de San Pedro : San Pedro (km 1 048)
- Département de General Manuel Belgrano : Bernardo de Irigoyen (km 1 126)

## Galerie

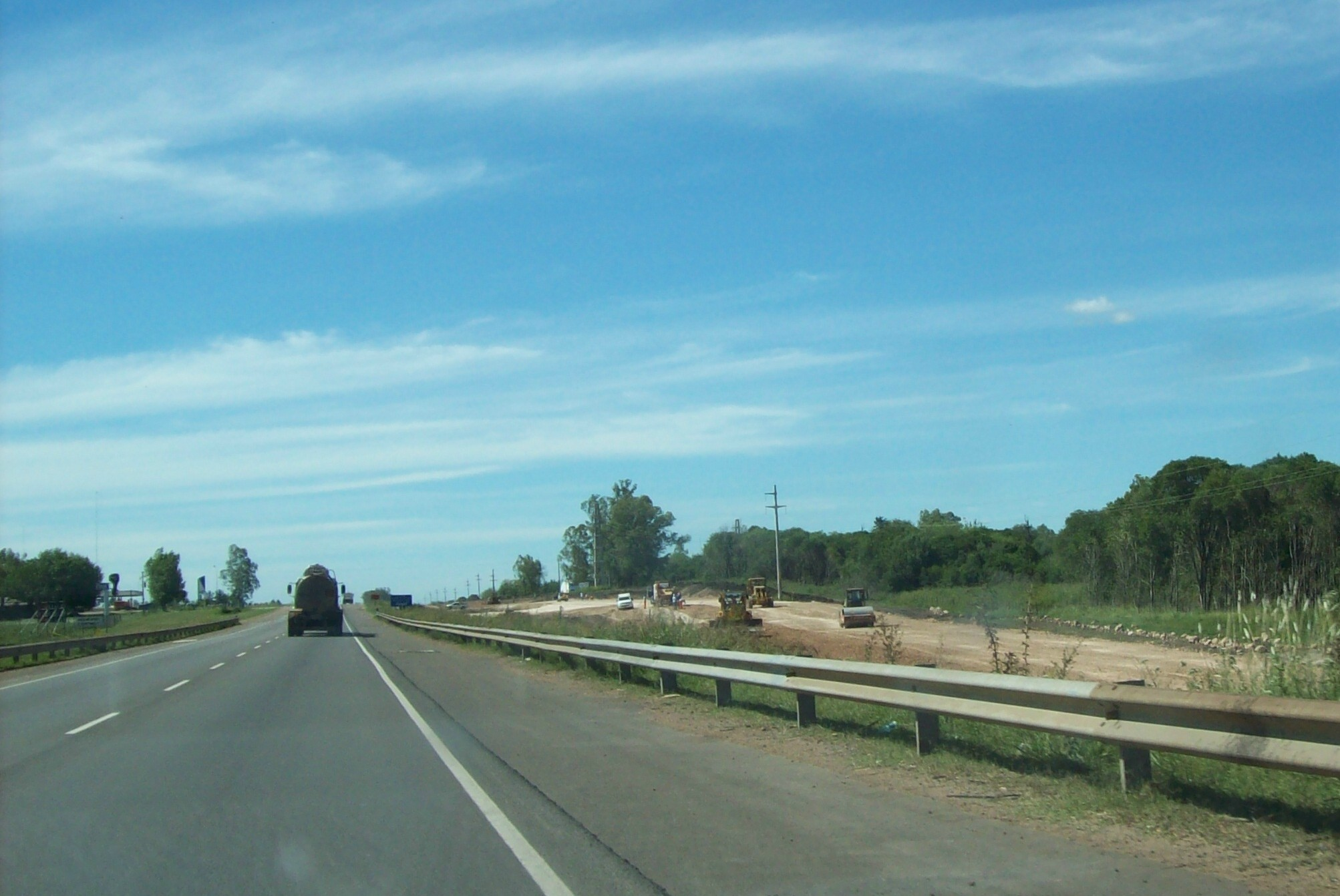
Construction de l'autoroute par élargissement de la route aux environs de Concepción del Uruguay.
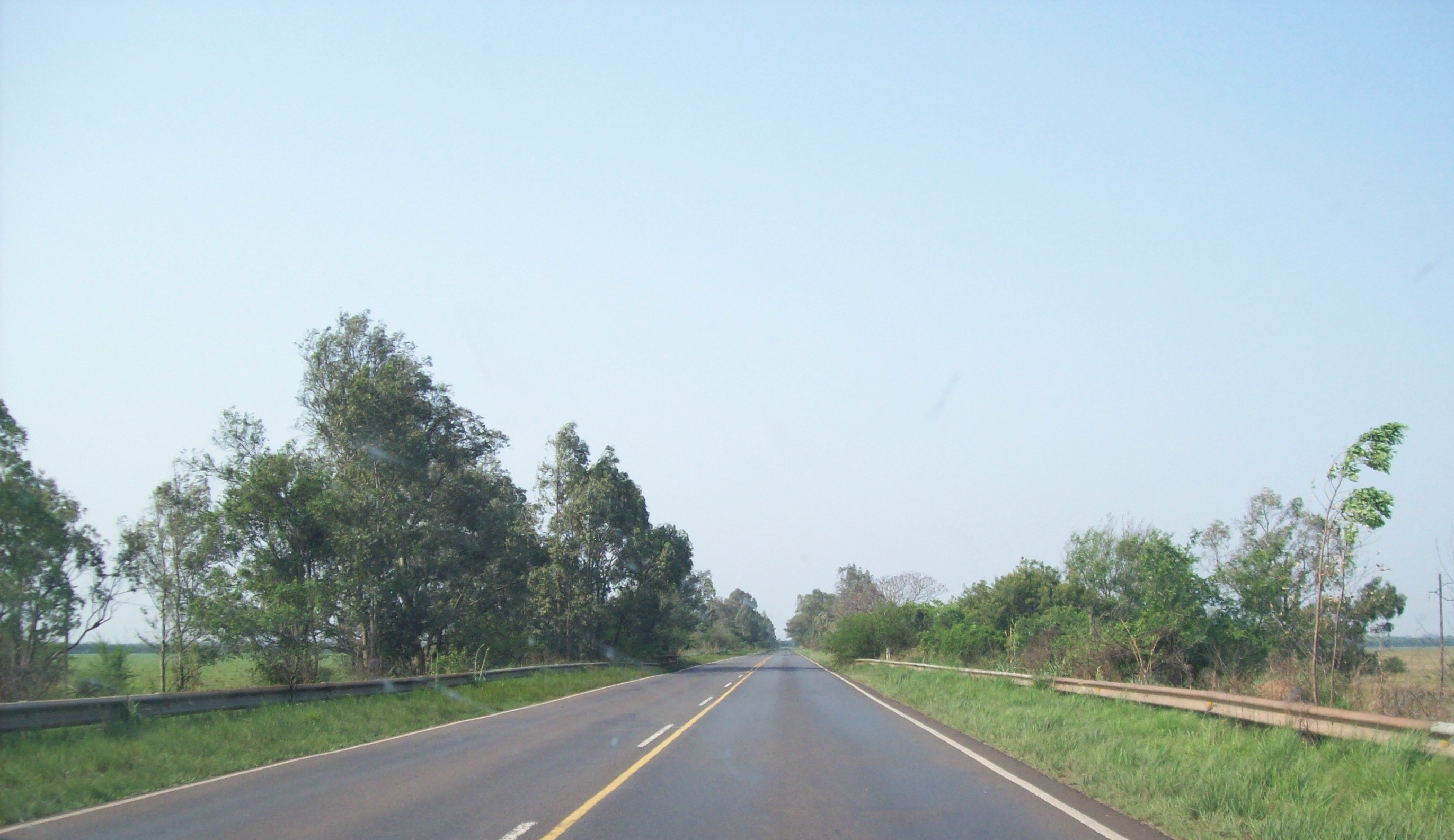
Route nationale 14 entre La Cruz et Alvear, en province de Corrientes.
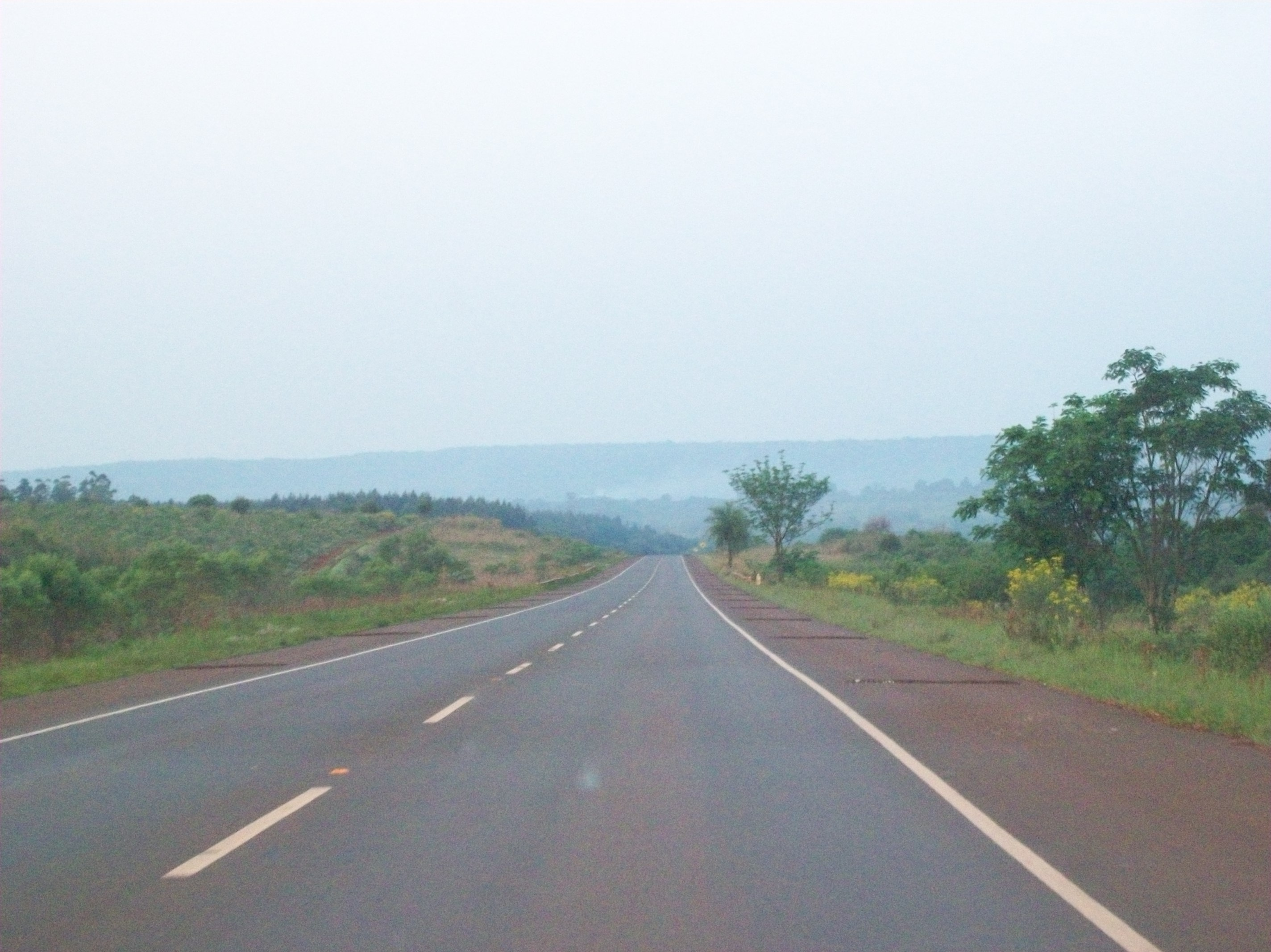
Route dans la province de Misiones près de la frontière avec celle de Corrientes. Au fond, la sierra de Misiones.